# جورجي باتشيف
جورجي باتشيف (بالبلغارية: Георги Бачев)‏ (مواليد 18 أبريل 1977) هو لاعب كرة قدم. يلعب مع منتخب بلغاريا لكرة القدم. سبق له أن لعب في كأس العالم لكرة القدم مع منتخب بلاده.

## مسيرته الكروية
لعب جورجي باتشيف خلال مسيرته الاحترافية مع 4 أندية في ستة عشر موسمًا وسجل خلالها 57 هدفًا ضمن 206 مباراة. حيث فاز في ثلاثة مواسم بالكأس وفي ثلاثة مواسم بالدوري.
خاض جورجي باتشيف مسيرته مع بيرين بلاغويفغراد في موسم 1993–94 ولمدة موسمين، مشاركًا في 32 مباراة ولم يسجل أي هدف. ثم انتقل إلى نادي سلافيا صوفيا في موسم 1996–97 في المرة الأولى لمدة موسم واحد ثم في موسم 1999–00 واستمر معه طيلة ثلاثة مواسم ثم في موسم 2002–03 ولمدة موسمين، حيث شارك طوالها في 78 مباراة سجل خلالها 16 هدفًا. لينتقل بعدها إلى نادي ليفسكي صوفيا في موسم 1998–99 في المرة الأولى ولمدة موسمين ثم في موسم 2000–01 واستمر معه طيلة ثلاثة مواسم، مشاركًا طوالها في 51 مباراة سجل خلالها 17 هدفًا. ثم انتقل إلى نادي فيهرين ساندانسكي في موسم 2004–05 واستمر معه طيلة ثلاثة مواسم، مشاركًا في 45 مباراة سجل خلالها 24 هدفًا.

## روابط خارجية
- جورجي باتشيف على موقع الاتحاد الدولي (مؤرشف)  (الإنجليزية)
- جورجي باتشيف على موقع قاعدة بيانات كرة القدم.إي يو (الإنجليزية)
- جورجي باتشيف على موقع ناشيونال فوتبول تيمز (الإنجليزية)
- جورجي باتشيف على موقع Soccerway.com (الإنجليزية)
- جورجي باتشيف على موقع عالم كرة القدم.نت (الإنجليزية)